# Alphonse Tavan
Pour les articles homonymes, voir Tavan.
Alphonse Tavan, né en 1833 à Châteauneuf-de-Gadagne (Vaucluse) où il est mort le 12 mai 1905, est un poète provençal, cofondateur et majoral du Félibrige à partir de 1876.

## Le poète de l'amour et des pleurs

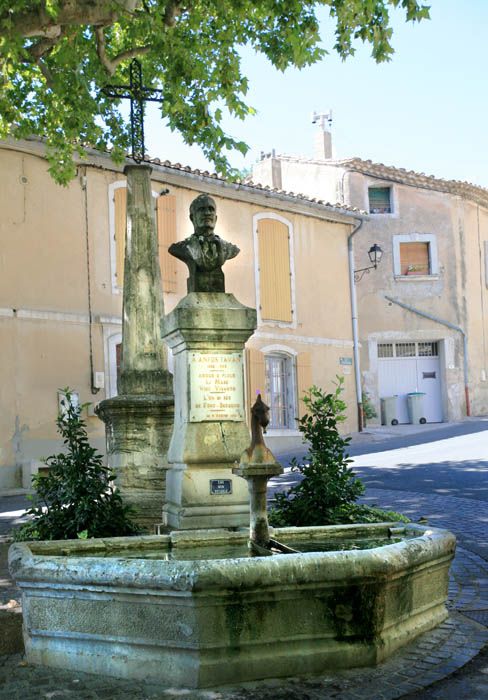
À Châteauneuf-de-Gadagne, fontaine surmontée du buste en bronze d'Alphonse Tavan

Paysan sans éducation autre que celle qu'il a reçue à l'école communale, il compose ses poèmes en cultivant la terre. Ses vers le font bientôt remarquer et, invité par son voisin Paul Giéra, il assiste aux réunions que tiennent entre eux un petit groupe de poètes provençaux. C'est ainsi qu'à la création du Félibrige, le 21 mai 1854, il se retrouve aux côtés de Joseph Roumanille, Frédéric Mistral, Théodore Aubanel, Jean Brunet, Paul Giéra et Anselme Mathieu. Vers la même époque, il est rattrapé par la conscription et envoyé à Rome, alors occupée par les troupes françaises. Il y contracte la malaria et doit être réformé. De retour en Provence, devenu inapte au travail des champs, il entre comme employé de chemin de fer à la PLM, d'abord à Rognac et ensuite à Marseille. Le malheur le frappe de nouveau lorsque, en 1868 et 1872, il perd successivement sa femme et sa fille.
En 1877, il est nommé maître en gai savoir.
Seul survivant du Félibrige avec Mistral en 1904, il prend une part active à la célébration du cinquantenaire du mouvement un an avant sa mort.
Dans la préface de son premier recueil de vers provençaux, Amour e plour, ou Amour et pleurs, il dit que ses poésies, si naïves et rustiques qu'elles puissent être, n'ont d'autre source que la vérité du cœur et les joies et les peines qui ont tissé sa vie. L'un des poèmes de ce recueil, un sirvente ayant pour titre Prouvenço e troubadour, évoque les troubadours de la Provence médiévale dont les vers mélodieux et suaves ont porté dans toute l'Europe les joies et les beautés de l'amour.

## Traduction en prose d'un poème d'Alphonse Tavan
Larmes
Jeune fille, tes yeux bleus se sont noyés de pleurs ; — des larmes ont jailli de tes paupières blondes, — et, sur tes joues roses, tu as senti la brûlure — de deux perles de feu qui t'ont rendue plus belle.
Ton fichu léger, qui recouvre mal l'ampleur — de ta poitrine blanche, hardie et ronde, — a bu, insensible, la brillante liqueur ! — Sachant cela, je pense à ma soif pantelante.
Ah ! plût au Ciel que je fusse là ! Ah ! plût au Ciel qu'à tes genoux — j'eusse recueilli, j'eusse bu dans mes baisers — le trop-plein de ton amour, tes larmes de tendresse !
Enivré de ce vin, je me serais levé fort ; — et, prenant dans mon âme une part de ton cœur, — mes vers auraient gardé la douceur de tes caresses !
Marseille, le 18 mars 1875

## Publications
- Amour e plour, recuei de pouesio per Anfos Tavan, emé prefaci biougrafico de l'autour e gloussari (1876) Texte en ligne sur Gallica
- Cinq poésies roumaines d'Alecsandri, traduites en vers provençaux et accompagnées d'une version française par Alphonse Tavan (1886)
- Les Mascs (sorciers), comédie fantastique et légendaire en cinq actes, prose et vers, chœurs, ballets et farandoles, texte en provençal avec la traduction française en regard, avec un avant-propos de Frédéric Mistral (1897)
- Vie vivante, dernier recueil de poésies diverses, 1876-1900, avec la traduction rythmique en regard du texte ou Vido vidanto, darrié recuei de pouësio diverso (1900)
- La Fête du cinquantenaire de la fondation du Félibrige, qui sera célébrée le 22 mai 1904, à Font-Ségugne. Notice sur Font-Ségugne et ses environs, sept poésies choisies dans Amour e plour, une poésie et deux toasts pris dans Vido vidanto, texte occitan avec la traduction française en regard (1904)

## Pour approfondir